# Macrodiplosis volvens
Macrodiplosis volvens är en tvåvingeart som beskrevs av Jean-Jacques Kieffer 1895. Macrodiplosis volvens ingår i släktet Macrodiplosis och familjen gallmyggor. Inga underarter finns listade i Catalogue of Life.